# Antonin Michel
Pour les articles homonymes, voir Michel.
Antonin Michel, né le 8 octobre 1977, est un joueur français de Scrabble. Il a remporté 5 fois le championnat du monde individuel, 9 fois le championnat de France individuel et conquis 32 titres du Grand Chelem, ce qui en fait depuis les Championnats du Monde de 2023 le joueur le plus titré du Scrabble Francophone. Il est licencié au club du Bouscat, en Gironde.

## Biographie
Originaire de Nancy, en Lorraine, Antonin Michel découvre le jeu en Classique avec sa grand-mère Antoinette Laroppe puis la formule Duplicate, dès le CE2, dans le cadre des compétitions régionales scolaires avec l'école primaire Maurice Barrès de Richarménil. Lors d'une étape du Tour de France du Scrabble organisé par Raymond "Scrabble" , il est repéré par ce dernier et se voit qualifié pour son tout premier tournoi officiel, la "finale" du Tour de France 1986. Il s'inscrit à la même époque au club de Nancy, club auquel il restera fidèle jusqu'en 2009.
Antonin figure parmi les plus jeunes vainqueurs du championnat du monde. À 9 ans et pour sa toute première participation, il remporte le Championnat du monde cadet, premier d'une longue série de titres chez les jeunes. À 15 ans, il remporte le championnat de France de blitz, toutes catégories. Il remporte le championnat de France pour la première fois en 1998 alors qu'il n'a pas encore 21 ans. L'année suivante, il dispute le Championnat du monde de Scrabble anglophone (The World Scrabble Championship) à Melbourne et gagne 8 parties sur 24, finissant 95e sur 98 joueurs.
Depuis l'année 2000, il a remporté le championnat de France trois fois d'affilée. En 2005, il remporte pour la première fois le Championnat du monde individuel, n'ayant perdu que 4 points sur les 7 parties jouées, soit le meilleur pourcentage de l'histoire des championnats du monde (99,94 %). Durant ce même championnat, il remporte le titre mondial en blitz et par paires (avec Alain Jacques). C'est à ce jour la meilleure performance dans l'histoire de ce championnat.
En 2006, il termine deuxième des Championnats du Monde derrière le Français Pascal Fritsch, puis l'emporte à nouveau en 2007 en n'ayant perdu que 9 points sur les 7 parties, soit 99,86 %. Il devient ainsi le septième joueur à avoir remporté plusieurs fois le Championnat du monde individuel, performance encore améliorée en 2010 lorsqu'il devient le troisième joueur triplement couronné.
En juillet 2013, il remporte le Championnat du Monde à Rimouski (au Québec) en réussissant l'exploit de remporter au top les 7 parties de la compétition. 
En avril 2015, il remporte son neuvième championnat de France de Scrabble duplicate en blitz au-dessus du top (+1), grâce à un solo lors de la troisième partie avec « bestiaire » en maçonnage et double appui. 
En avril 2017, il remporte à La Rochelle les 2 titres du championnat de France, en individuel et en blitz.
Du 26 février au 2 mars 2018, Il participe à l'émission Slam, il y empoche 5 finales et 1 700 € de gain.

## Palmarès (Scrabble Duplicate)
- Champion du monde (2005, 2007, 2010, 2013, 2023)
  - Vice-champion du monde (2001, 2006, 2011)
  - Champion du monde cadet six fois (1987 à 1992)
  - Champion du monde junior deux fois (1994, 1995)
- Champion de France (1998, 2003, 2004, 2005, 2017, 2018, 2019, 2023, 2024)
  - Vice-champion (2007, 2010), 3e (2009, 2022)
- Champion du monde de blitz (2001, 2004, 2005, 2006, 2008, 2011, 2014, 2021)
  - Vice-champion du monde (2013) ; 3e (2003)
- Champion de France de blitz (1993, 2002, 2004, 2007, 2008, 2010, 2011, 2014, 2015, 2016, 2017, 2023, 2024)
  - Vice-champion (1995, 1996, 2009, 2018) ; 3e (1994, 1999, 2003, 2006, 2022)
- Champion de France en parties semi-rapides (1995, 1997, 2002, 2003, 2004)
  - 3e (1999)
- Champion du monde de paires avec Fabien Fontas (2001), Philippe Lorenzo (2004), Alain Jacques (2005), Anthony Clémenceau (2006), Luc Maurin (2012) et Thierry Chincholle (2024)
- Champion de France par paires avec Fabien Douté (2003, 2004), avec Olivier Bernardin (2006), avec Thierry Chincholle (2007, 2010, 2012, 2013, 2014, 2016, 2024)
  - Vice-champion avec Thierry Chincholle (2008, 2011, 2022)
- Vainqueur du Défi Mondial (1999, 2005, 2006, 2007, 2008, 2009, 2011, 2019, 2021)
- Vainqueur du Grand Chelem (saisons 2004-2005, 2006-2007, 2007-2008, 2008-2009, 2010-2011, 2014-2015, 2019-2022, 2022-2023, 2024-2025)
- Numéro 1 mondial à l'issue des saisons 2005, 2006, 2009, 2010, 2011, 2014, 2015, 2019, 2023 et 2024
- Vainqueur des Internationaux de France en parties originales (2003, 2005, 2011) et champion de France (2003, 2005, 2011, 2012, 2013)
  - 2e (1999, 2000, 2012, 2024), 3e (2013, 2023)
- Vainqueur du Festival de Vichy (2005, 2006, 2009, 2010, 2018, 2024)
- Vainqueur du Festival d'Aix-les-Bains (2000, 2005, 2008, 2010, 2011, 2014, 2023)
- Vainqueur du Festival de Cannes (2008, 2009, 2014, 2023)
- Vainqueur du Festival de Belgique (2003, 2004, 2009, 2011, 2018, 2023, 2025)
- Vainqueur du Festival de Suisse (2003, 2004, 2006, 2014, 2024, 2025)
- Vainqueur du Festival de Rimouski (2022, 2024)
- Vainqueur du Simultané Mondial (2018)
- Vainqueur du Simultané Mondial en semi-rapide (2006)
- Vainqueur du Simultané Mondial en blitz (2000, 2002, 2004, 2006, 2008, 2015, 2016)
- Représentant français pour le championnat du monde de Scrabble anglophone en 1999

## Palmarès (Scrabble Classique)
- Représentant français pour le championnat du monde de Scrabble anglophone en 1999
- 3e des Championnats du Monde (2024)

## Records et performances
- Plus jeune vainqueur du Championnat du Monde en catégorie cadets (Metz, 1987), à 9 ans et 10 mois
- Plus grand nombre de victoires au Championnat du Monde Duplicate Elite (5) avec Michel Duguet et Christian Pierre
- Plus grand nombre de victoires au Championnat de France Duplicate (9) devant Michel Duguet (6)
- Plus grand nombre de victoires au Festival d'Aix-les-Bains (6)
- Plus grand nombre de victoires au Festival de Vichy (6) avec Jean-François Lachaud
- Plus grand nombre de victoires au Défi Mondial (9)
- Plus grand nombre de victoires au Simultané Mondial de Blitz (7)

Antonin détient plusieurs records des championnats du monde de Scrabble francophone, malgré le fait qu'il n'ait que 34 ans[Quand ?] :
- Le plus grand nombre de parties au top : 49[6],[7]
- Le plus grand nombre de parties au top en blitz : 8[8]

Antonin détient également plusieurs records de manches et de coups successifs au top, à savoir : 
- Manches successives en 3 minutes : 10
- Manches successives en 2 minutes : 5

- Coups successifs en 3 minutes : 233 (10215 pts)
- Coups successifs en 2 minutes : 157 (7065 pts)